# Halecium amphibolum
Halecium amphibolum är en nässeldjursart som beskrevs av Watson 1993. Halecium amphibolum ingår i släktet Halecium och familjen Haleciidae. Inga underarter finns listade i Catalogue of Life.